# Tadayo Fukuo
Tadayo Fukuo (福王 忠世 Fukuo Tadayo?), född 6 maj 1984 i Hyōgo prefektur, är en japansk fotbollsspelare.
Fukuo började sin karriär 2003 i Cerezo Osaka. 2005 flyttade han till Rosso Kumamoto (Roasso Kumamoto). Han spelade 182 ligamatcher för klubben. Efter Roasso Kumamoto spelade han för Gainare Tottori och Fujieda MYFC. Han avslutade karriären 2017.